# 4seven
4seven 是英國的一個電視頻道，於2012年7月4日晚間7點開始播出。4seven由英國第四台運營播出。據第四台的官方說法，開播4seven是為了回應觀眾希望能在自己喜歡的時間收看錯過的精彩節目的需求。4seven每天播出20個小時的節目，大部分節目都是重播第四台的精彩節目。觀眾可以通過Freeview、Freesat、英國天空廣播和維珍電視收看4seven的節目。